# Persecuția francmasoneriei
Persecuția francmasoneriei desemnează politica unui număr de guverne și regimuri politice care au definit Francmasoneria ca o potențială sursă de opoziție și subminare a puterii lor, pe de-o parte datorită caracterului secret al acestei organizații și a numărului mare de conexiuni internaționale, pe de altă parte din cauza miturilor anti-masonice care prezintă această organizație într-o lumină diabolică, socotind-o o pseudoreligie, cu o organizare ermetică, antisocială, complotistă si satanistă. Adversarii francmasoneriei o consideră ca primejdioasă pentru societățile de tip monolitic pe care vor ei să le definească, întrucât francmasonii pot fi de orice credință sau convingere politică fără discriminări, prin urmare amestecați, și propovăduiesc toleranța față de cei ce nu împărtășesc aceleași convingeri, atâta vreme cât aceste convingeri respectă democrația și drepturile omului. Curând după întemeierea masoneriei speculative moderne în Anglia în 1717, mai multe state protestante au restricționat ori interzis activitatea lojilor masonice: Țările de Jos au interzis activitatea lojilor masonice în 1735; Suedia și Geneva, în 1738; Zürich, în 1740 și Berna, în 1745. Țările predominant catolice ca Spania, Portugalia și Italia au încercat să înăbușe dezvoltarea Francmasoneriei după 1738. În anii următori eforturile antimasonice s-au continuat în Bavaria în 1784; Austria, în 1795; Baden, în 1813 și Rusia, în 1822.

## Conflictul papal-francmasonerie
Un timp, Biserica Romano-Catolică a reprezentat o putere spirituală dar și lumească care nu admitea ca oameni de credințe si religii diferite să interacționeze cu catolicii, pentru a nu da naștere unor erezii. Biserica Romei percepea această confruntare de idei, precum și promovarea liberului cuget (libertății conștiinței), ca fiind cea mai periculoasă destabilizare a credinței membrilor ei. A devenit astfel incompatibilă calitatea de catolic cu cea de francmason.

## Europa de Est
În Europa de Est, Biserica Ortodoxă era initial tolerantă față de masonerie, astfel că în Țările Române de exemplu, arhimandritul Efremie din Chișinău, care a întemeiat loja „Zorile“ la Silistra, sau istoricul academician Mihail Ștefănescu, episcop al Dunării de jos, au putit fi simultan clerici ortodocși și francmasoni. Dar în anii 1930 bisericile ortodoxe încep să ia poziții ostile, în timp ce biserica catolică, dimpotrivă, și le deschide pe ale sale. Biserica ortodoxă a Greciei, de exemplu, a hotărât în 1933 că „francmasoneria nu poate fi compatibilă cu creștinismul“ și că „toți fiii credincioși ai bisericii trebuie să se ferească de francmasonerie“. Biserica Ortodoxă Română, prin ședința Arhivat în 27 august 2006, la Wayback Machine. Sfântului Sinod din 11 martie 1937, aprobă anatemizarea francmasoneriei, considerând-o ocultă și anticreștină. Astfel, Sfântul Sinod al Bisericii Ortodoxe Române din 1937 a hotărât că se impune „o acțiune persistentă publicistică și orală de demascare a scopurilor și activității nefaste ale acestei organizații”. În cazul în care nu se căiesc, „Biserica le va refuza slujba la moarte. De asemenea, le va refuza prezența ca membri în corporațiile bisericești“. Această poziție mai este oficială și astăzi.
Comunismul de asemenea se opune francmasoneriei deoarece o consideră mișcare burghezo-moșierească, cosmopolită și antipatriotică. Faptul că francmasonii pot fi de orice convingere politică democrată fără discriminări, lăsând politica la poarta lojei și păstrând pentru adversarii politici stimă și respect, nu este compatibil cu așa-zisa luptă de clasă.

## După țară
În timp s-au creat în Europa și SUA mituri antimasonice din ce în ce mai exotice, trecând prin Protocoalele înțelepților Sionului, un fals dovedit, și culminând în prezent cu teoriile moderne ale conspirației, care au adăugat peste miturile existente ipoteze fantastice despre originea francmasoneriei într-o frăție antică a unor „reptilieni”, urmași corciți ai unor extratereștri și ai oamenilor cei mai „vicioși”.
Naționalismul de tip nedemocrat, care își promovează neamul nu prin patriotism (iubirea pentru o țară, și pentru toți locuitorii ei; promovarea unui neam printre celelalte, în cadrul democrației), ci prin xenofobie (iubirea exclusivă pentru un singur neam, însoțită de marginalizarea minorităților și de ostilitate față de străinătate, în cadrul unui regim autoritar), s-a dezvoltant în multe țări și este incompatibil cu idealurile masonice. Este logic ca partidele cu ideologie naționalistă de tip nedemocrat să fie adversare ale masoneriei. Atitudinea net potrivnică francmasoneriei provine din incultură, superstiții, fanatism și din propaganda dictaturilor.
În timpul celui de-al doilea război mondial au circulat în toată Europa expoziții, broșuri și filme antimasonice create de „Promagandastaffel” a lui Joseph Goebbels, traduse în toate limbile, care au beneficiat de o intensă publicitate, astfel că o generație întreagă și descendenții ei, cunosc francmasoneria doar prin temele expuse în acele documente și filme. Asemenea publicații abundă pe plan internațional și astăzi.

### Germania Nazistă și Europa ocupată
Naziști afirmau că masonii din gradele înalte erau parte a conspirației evreiești împotriva Germaniei și că aceștia împreună cu evreii erau cauza pierderii Primului Război Mondial de către Germania. În Mein Kampf, Adolf Hitler scria că „Francmasoneria a cedat eforturilor evreiești și că aceasta a devenit un excelent instrument de luptă pentru cauzele evreiești și mulțumită conexiunilor acestora  trag în rândul lor, straturile superioare ale societății în presupusele lor planuri și mașinațiuni”. Continua spunând că, „Paralizia generală pacifistă a instinctului național de autoconservare a început odată cu Francmasoneria”. În 1933 Hermann Göring, președintele Reichstagului și una din figurile cheie ale Gleichschaltungului ("sincronizare"), afirma următoarele "...în Germania Național-Socialistă, Francmasoneria nu își merită un loc."

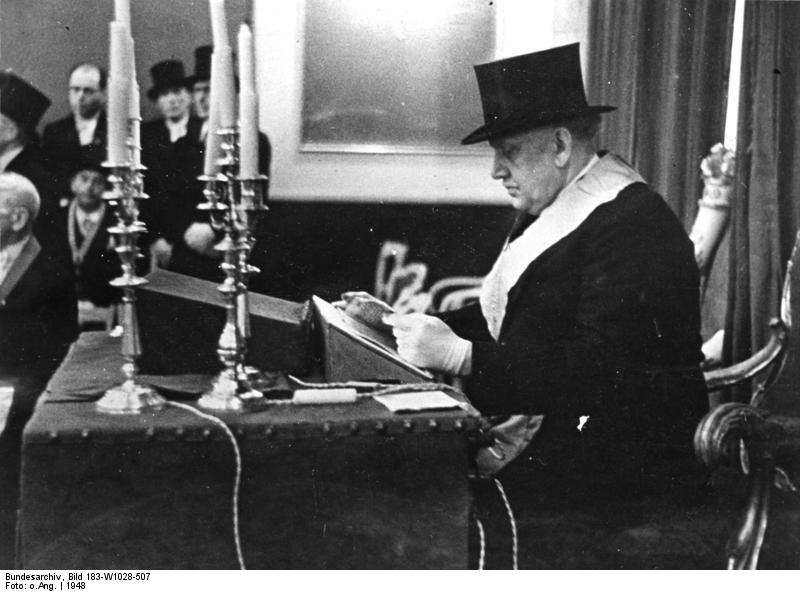
Loge „Libanon zu den 3 Zedern“ in Erlangen, Germany. First meeting after World War II with guests from USA, France and Czechoslovakia, May 1948.

Actul de permitere (Ermächtigungsgesetz în germană) a fost adoptat de Parlamentul german (Reichstag) la 23 martie 1933.